# Andrea Limbacher
Andrea Limbacher (Bad Ischl, 25 juli 1989) is een Oostenrijkse freestyleskiester. Ze vertegenwoordigde haar vaderland op de Olympische Winterspelen 2010 in Vancouver, op de Olympische Winterspelen 2014 in Sotsji en op de Olympische Winterspelen 2018 in Pyeongchang.

## Carrière
Bij haar wereldbekerdebuut, in december 2009 in Innichen, scoorde Limbacher direct wereldbekerpunten. Twee weken later behaalde ze in St. Johann in Tirol haar eerste toptienklassering in een wereldbekerwedstrijd. Tijdens de Olympische Winterspelen van 2010 in Vancouver eindigde Limbacher als vierentwintigste op het onderdeel skicross.
Op de wereldkampioenschappen freestyleskiën 2011 in Deer Valley eindigde de Oostenrijkse als drieëntwintigste op het onderdeel skicross. In januari 2012 stond ze in Alpe d'Huez voor de eerste keer in haar carrière op het podium van een wereldbekerwedstrijd. Op 25 februari 2012 boekte Limbacher in Bischofswiesen haar eerste wereldbekerzege. Tijdens de Olympische Winterspelen van 2014 in Sotsji eindigde de Oostenrijkse als 22e op het onderdeel skicross.
In Kreischberg nam Limbacher deel aan de wereldkampioenschappen freestyleskiën 2015. Op dit toernooi werd ze wereldkampioene op de skicross. Tijdens de Olympische Winterspelen van 2018 in Pyeongchang eindigde de Oostenrijkse als dertiende op de skicross.
Op de wereldkampioenschappen freestyleskiën 2019 in Park City eindigde ze als dertiende op de skicross.

## Resultaten

### Olympische Spelen
| Jaar | Plaats      | Resultaten   |
| ---- | ----------- | ------------ |
| 2010 | Vancouver   | 24e Skicross |
| 2014 | Sotsji      | 22e Skicross |
| 2018 | Pyeongchang | 13e Skicross |

### Wereldkampioenschappen
| Jaar | Plaats      | Resultaten   |
| ---- | ----------- | ------------ |
| 2011 | Deer Valley | 23e Skicross |
| 2015 | Kreischberg | Skicross     |
| 2019 | Park City   | 13e Skicross |

### Wereldbeker
Eindklasseringen
| Seizoen   | Algm | SX  |
| --------- | ---- | --- |
| 2009/2010 | 66e  | 21e |
| 2010/2011 | 33e  | 9e  |
| 2011/2012 | 16e  | 5e  |
| 2012/2013 | 46e  | 12e |
| 2013/2014 | 72e  | 16e |
| 2014/2015 | 17e  | 6e  |
| 2015/2016 | 16e  | 5e  |
| 2017/2018 | 63e  | 13e |
| 2018/2019 | 25e  | 6e  |
| 2019/2020 | 80e  | 16e |

Wereldbekerzeges
| Datum            | Plaats                  | Onderdeel |
| ---------------- | ----------------------- | --------- |
| 25 februari 2012 | Bischofswiesen          | Skicross  |
| 12 januari 2013  | Les Contamines-Montjoie | Skicross  |
| 20 december 2015 | Innichen                | Skicross  |
| 28 februari 2016 | Pyeongchang             | Skicross  |